# Anomonotes leucomerus
Anomonotes leucomerus là một loài bọ cánh cứng trong họ Cerambycidae.